# Ad infinitum

Ad infinitum este o expresie din latină cu semnificația „până la infinit” sau „pentru totdeauna”.

## Descriere
Expresia înseamnă de obicei „continuat pentru totdeauna, la infinit” și poate fi folosită pentru a descrie un proces care nu se încheie, un proces repetitiv sau un set de instrucțiuni care trebuie repetate la nesfârșit. Poate avea, de asemenea, un rol asemănător cu expresia latinească etc. pentru a desemna cuvinte scrise sau un concept care continuă pentru o perioadă lungă de timp dincolo de ceea ce este arătat.